# Lalisuc
Lalisuc (Lalisuk) ist ein osttimoresischer Suco im Verwaltungsamt Pante Macassar (Sonderverwaltungsregion Oe-Cusse Ambeno).

## Geographie

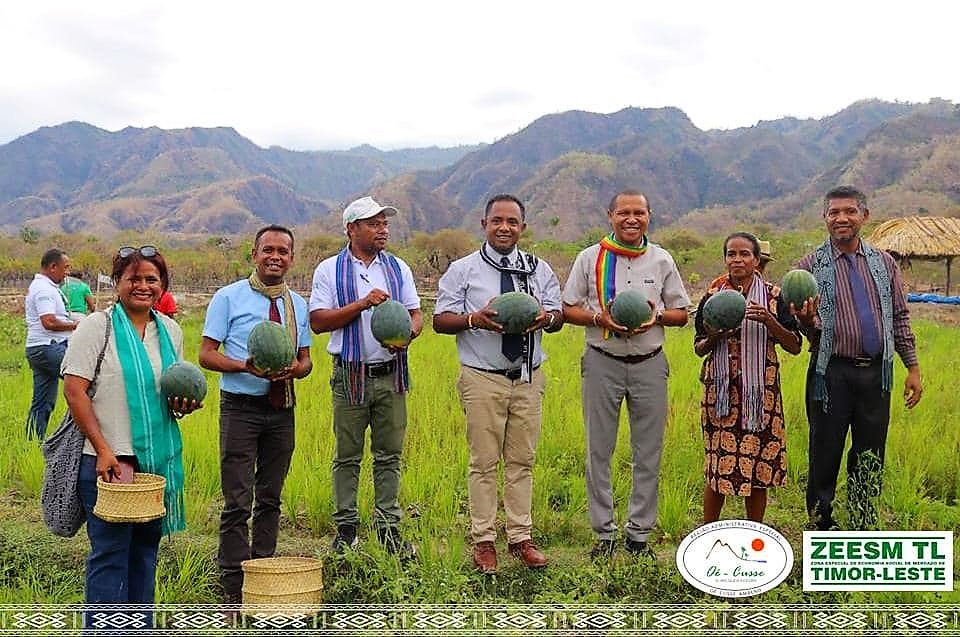
Regionalpräsident Arsénio Bano (in der Mitte) in Lalisuc, 2022

Vor der Gebietsreform 2015 hatte Lalisuc eine Fläche von 17,93 km². Nun sind es 7,93 km². Der Suco liegt im Norden des Verwaltungsamts Pante Macassar. Im Nordwesten befindet sich der Suco Lifau, im Nordosten Costa, östlich Bobocasse, südlich Cunha und westlich Taiboco. Durch das Zentrum fließt der größte Fluss von Oe-Cusse Ambeno, der Tono, und bildet ein breites Bett, mit mehreren Seitenarmen und Inseln. Am Ostufer des Tonos führt die Überlandstraße von Passabe nach Pante Macassar.
Im Ostteil des Sucos liegen die Orte Padiae, Tumepat, Banoco (Benoko), Kiutunis, Paliuk (Palink), Oelila, Oepoko, Nijamtasa, Oepuah, Manuinpena (Manumfena, Manunfena), Kanete und Fatusene. Westlich des Tonos befinden sich die Dörfer Matanome und Roti. In Padiae gibt es eine Vorschule und eine Grundschule (Escola Primaria Padiae). Eine weitere Grundschule befindet sich in Roti. Im August 2022 wurde in Lalisuc der Militärstützpunkt der Verteidigungskräfte Osttimors (F-FDTL) in Oe-Cusse Ambeno eröffnet.
Im Suco befinden sich die vier Aldeia Banoco, Manuinpena, Padiae und Usapibela.

## Einwohner
In Lalisuc leben 3.054 Einwohner (2022), davon sind 1.553 Männer und 1.501 Frauen. Im Suco gibt es 710 Haushalte. Fast 97 % der Einwohner geben Baikeno als ihre Muttersprache an. Über 2 % sprechen Tetum Prasa.

## Politik
Bei den Wahlen von 2004/2005 wurde Gabriel do Rosario zum Chefe de Suco gewählt. Bei den Wahlen 2009 gewann Jorge da Costa und 2016 Hermelindo Lalisuc.